# Brachysternus spectabilis
Brachysternus spectabilis är en skalbaggsart som beskrevs av Wilhelm Ferdinand Erichson 1847. Brachysternus spectabilis ingår i släktet Brachysternus och familjen Rutelidae. Inga underarter finns listade.